# 三氯化铊
三氯化铊是一种无机化合物，是铊的氯化物之一，化学式为TlCl3。

## 制备
三氯化铊的四水合物可由氯化亚铊在水中和氯气反应得到：
{\displaystyle \mathrm {TlCl+Cl_{2}+4\ H_{2}O\longrightarrow TlCl_{3}\cdot 4\ H_{2}O} }
水合物直接脱水会分解为氯化亚铊，但在氯气的存在下和氯化亚砜或光气反应，可以得到无水物：
{\displaystyle \mathrm {TlCl_{3}\cdot 4\ H_{2}O+4\ SOCl_{2}\longrightarrow TlCl_{3}+4\ SO_{2}+8\ HCl} }
{\displaystyle \mathrm {TlCl_{3}\cdot 4\ H_{2}O+4\ COCl_{2}\longrightarrow TlCl_{3}+4\ CO_{2}+8\ HCl} }
它也可由亚硝酰氯和铊反应，经TlCl3·NOCl中间体，减压使之分解得到：
{\displaystyle \mathrm {3\ NOCl+Tl\longrightarrow TlCl_{3}+3\ NO} }